# چرخ‌قایقی‌ریختان
چرخ‌قایقی‌ریختان (نام علمی: Cycloneritimorpha) نام یک راسته از راسته قایقی‌ریختان است.